# LaTasha Colander
LaTasha Colander, född den 23 augusti 1976 i Portsmouth, Virginia, är en amerikansk friidrottare inom kortdistanslöpning.
Hon tog OS-guld på 4 x 400 meter stafett vid friidrottstävlingarna 2000 i Sydney.